# Dione moneta
Dione moneta (denominada, em língua inglesa, Mexican silverspot) é uma borboleta neotropical da família Nymphalidae e subfamília Heliconiinae, nativa do sul dos Estados Unidos até o nordeste da Argentina e Uruguai. Foi classificada por Jakob Hübner, em 1825. Suas lagartas atacam algumas espécies de Passiflora.

## Descrição
Indivíduos desta espécie possuem as asas com envergadura de 70 a 75 milímetros, de coloração amarelo-escuro, com a região central das asas anteriores de um laranja-amarronzado, vistos por cima, com diversas faixas amarronzadas, quase negras, por sobre a venação das asas anteriores e posteriores, imitando um rendilhado. Vistos por baixo, sua principal característica é um padrão de manchas em prata que resplandecem na luz, principalmente nas asas posteriores.

## Hábitos
Segundo Adrian Hoskins, esta espécie é migratória no seu comportamento, podendo ser encontrada em muitos habitats e em qualquer altitude de zero até 3.500 metros, sendo mais comuns em áreas ensolaradas de florestas, como margens de rios, encostas rochosas, pastagens ou beiras de estradas. Se alimentam de substâncias mineralizadas do solo e de substâncias retiradas de flores.

## Ovo, lagarta, crisálida e planta-alimento
A lagarta de Dione moneta se alimenta de plantas de Passiflora (Maracujá).  Na região Sudeste e Sul do Brasil, parece alimentar-se somente de P. morifolia. Os ovos, inicialmente de coloração amarela, são colocados na planta. As suas lagartas, ao eclodirem, passam por três ou quatro estágios até seu último estágio larvar, de coloração marrom-escura, quase negras, com pequenas manchas amarelas em tons escuros. A crisálida é cinzenta em sua coloração.

## Subespécies
D. moneta possui três subespécies:
- Dione moneta moneta - Descrita por Hübner em 1825.
- Dione moneta poeyii - Descrita por Butler em 1873, de exemplar proveniente do México (Oaxaca).
- Dione moneta butleri - Descrita por Stichel em 1908, de exemplar proveniente da Colômbia.